# 톈진 올림픽 센터 스타디움
톈진 올림픽 센터 스타디움(중국어 간체자: 天津奥林匹克中心体育场, 정체자: 天津奧林匹克中心體育場, 병음: Tiānjīn Àolínpǐkè Zhōngxīn Tǐyùchǎng)은 중국 톈진에 위치한 경기장이다.
이 경기장에서 2007년 FIFA 여자 월드컵과 2008년 하계 올림픽의 올림픽 축구 예선전이 개최되었다. 톈진 올림픽 센터 체육장은 78,000제곱미터의 면적에 54,696명을 수용할 수 있다. 길이는 380m, 너비는 270m, 높이는 53m이다.
이 경기장의 별명은 "빗방울(Water Drop)"인데 경기장의 바깥 모습이 빗방울과 많이 닮았기 때문이다. 이 경기장을 건설하는 데 15억 위안이 소요되었다.
2003년 8월에 건설을 시작하여 2007년 8월에 완공되었다.